# 수면제

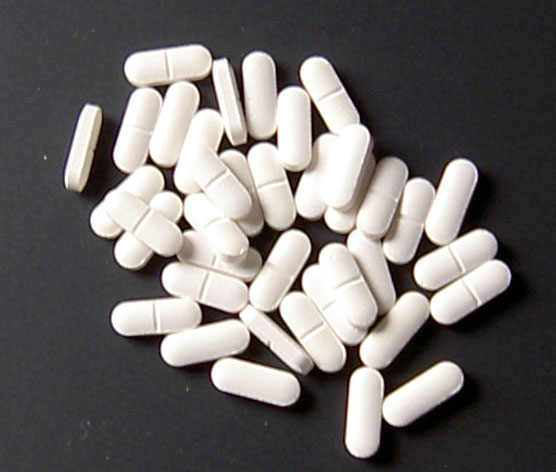
강력한 진정제이자 수면제인 졸피뎀. 심한 불면증에 사용된다.

수면제(睡眠劑)는 주로 수면을 유도하고 불면증을 치료하는 기능을 가진 신경정신약물의 한 종류이다.
이 약물군은 진정제와 관련이 있다. 진정제라는 용어가 진정 작용이나 불안 완화에 사용되는 약물을 설명하는 반면, 수면제라는 용어는 주로 수면을 시작, 유지 또는 연장하는 데 사용되는 약물을 일반적으로 설명한다. 이 두 기능이 자주 겹치고, 이 계열의 약물이 일반적으로 용량에 따라 효과를 나타내기 때문에(항불안 작용부터 의식 상실까지), 이들은 종종 통틀어 진정-수면제라고 불린다.
수면제는 불면증 및 기타 수면 장애에 정기적으로 처방되며, 일부 국가에서는 불면증 환자의 95% 이상이 수면제를 처방받는다. 많은 수면제는 습관성이 있으며, 인간의 수면 패턴을 방해하는 여러 요인들 때문에 의사는 수면 약물을 처방하기 전에 수면 전후의 환경 변화, 더 나은 수면 위생, 카페인 및 알코올 또는 기타 자극 물질의 회피, 또는 불면증 인지 행동 치료와 같은 행동적 개입을 권고할 수 있다. 수면 약물은 필요한 최소한의 기간 동안만 사용해야 한다.
미국에서는 2010년 기준으로 수면 장애를 가진 사람들 중 13.7%가 비벤조디아제핀 (Z-약물)을 복용하거나 처방받고 있으며, 10.8%는 벤조디아제핀을 복용하고 있다. 바르비투르산계와 같은 초기 약물 계열은 대부분의 진료에서 사용되지 않지만, 일부 환자에게는 여전히 처방된다. 어린이의 경우, 야경증이나 몽유병을 치료하는 데 사용되는 경우가 아니라면 수면제 처방은 현재 용인되지 않는다. 노인들은 주간 피로 및 인지 손상과 같은 잠재적 부작용에 더 민감하며, 메타분석에 따르면 노인에게 수면제를 사용하는 경우 일반적으로 위험이 미미한 이점보다 크다. 벤조디아제핀 수면제와 Z-약물에 관한 문헌 검토에서는 이 약물들이 의존성 및 사고와 같은 부작용을 가지고 있으며, 최적의 치료는 수면 악화 없이 건강을 개선하기 위해 최저 유효 용량을 최단 치료 기간 동안 사용하고 점진적으로 중단하는 것이라고 결론지었다.
위에 언급된 범주에 속하지 않지만, 신경호르몬인 멜라토닌과 그 유사체(예: 라멜테온)도 수면 기능을 수행한다.

## 종류

### 바르비투르산염
바르비투르산계는 중추신경계 중추신경억제제로 작용하는 약물로, 가벼운 진정작용부터 완전한 마취까지 광범위한 효과를 낼 수 있다. 또한 항불안제, 수면제, 항경련제 효과도 있지만, 이러한 효과는 다소 약하여 다른 진통제가 없는 상태에서 외과 수술에 사용하기 어렵다. 이들은 신체의존 및 심리의존 모두에서 의존 가능성이 있다. 바르비투르산염은 현재 대부분의 일상적인 의료 행위에서(불안 및 불면증 치료와 같은) 주로 과다복용 시 벤조디아제핀이 훨씬 덜 위험하기 때문에 벤조디아제핀으로 대체되었다. 그러나 바르비투르산염은 여전히 전신마취제, 뇌전증 및 조력자살에 사용된다. 바르비투르산염은 바르비투르산의 유도체이다.
바르비투르산염의 주요 작용 메커니즘은 GABAA 수용체의 양성 알로스테릭 조절로 여겨진다.
예시로는 아모바르비탈, 펜토바르비탈, 페노바르비탈, 세코바르비탈, 티오펜탈 나트륨이 있다.

### 퀴나졸리논
퀴나졸리논은 4-퀴나졸리논 핵을 포함하는 수면제/진정제로 작용하는 약물 종류이다. 이들의 사용은 암 치료에도 제안되었다.
퀴나졸리논의 예시로는 클로로콸론, 디프로콸론, 에타콸론(아올란, 아티나존, 에티나존), 메브로콸론, 아플로콸론(아로푸토), 메클로콸론(누바렌, 카스펜), 메타콸론(콸루드)이 있다.

### 벤조디아제핀
벤조디아제핀은 불면증의 단기 치료에 유용할 수 있다. 의존성 위험 때문에 2~4주 이상 사용하는 것은 권장되지 않는다. 벤조디아제핀은 간헐적으로 최소 유효 용량으로 복용하는 것이 선호된다. 벤조디아제핀은 잠들기 전 침대에 있는 시간을 단축시키고, 수면 시간을 연장하며, 각성 상태를 줄여 수면 관련 문제를 개선한다. 알코올과 마찬가지로 벤조디아제핀은 단기적으로 불면증을 치료하는 데 흔히 사용되지만(처방 및 자가 투여 모두), 장기적으로는 수면을 악화시킨다. 벤조디아제핀은 사람을 잠들게 할 수 있지만(즉, NREM 1단계 및 2단계 수면을 억제), 수면 중에는 수면 시간을 감소시키고, 렘수면까지의 시간을 지연시키며, 깊은 서파수면(에너지와 기분 회복에 가장 좋은 수면 부분)을 감소시켜 수면 구조를 방해한다.
벤조디아제핀을 포함한 수면제의 다른 단점으로는 약물 효과에 대한 내성, 반동성 불면증, 서파수면 감소, 그리고 반동성 불면증과 장기간의 불안 및 초조로 특징되는 금단 기간이 있다. 불면증 치료에 승인된 벤조디아제핀 목록은 대부분의 국가에서 비슷하지만, 불면증 치료에 처방되는 1차 수면제로 공식적으로 지정된 벤조디아제핀은 국가마다 뚜렷하게 다를 수 있다. 니트라제팜과 디아제팜과 같이 작용 시간이 긴 벤조디아제핀은 다음 날까지 지속될 수 있는 잔류 효과가 있어 일반적으로 권장되지 않는다.
새로운 비벤조디아제핀 (Z-약물) 수면제가 단기 작용 벤조디아제핀보다 나은지는 명확하지 않다. 이 두 약물군의 효능은 비슷하다. 미국 의료 연구 및 품질 관리국에 따르면, 간접 비교 결과 벤조디아제핀의 부작용이 비벤조디아제핀보다 약 두 배 더 자주 발생하는 것으로 나타났다. 일부 전문가들은 불면증의 1차 장기 치료제로 비벤조디아제핀을 우선적으로 사용할 것을 제안한다. 그러나 영국 국립 보건 임상 우수 연구소(NICE)는 Z-약물에 대한 설득력 있는 증거를 찾지 못했다. NICE 검토는 임상 시험에서 단기 작용 Z-약물이 장기 작용 벤조디아제핀과 부적절하게 비교되었다고 지적했다. 단기 작용 Z-약물과 적절한 용량의 단기 작용 벤조디아제핀을 비교한 시험은 없었다. 이를 바탕으로 NICE는 비용과 환자의 선호도에 따라 수면제를 선택할 것을 권장했다.
고령자는 다른 치료법이 효과적이지 않은 경우를 제외하고는 불면증 치료를 위해 벤조디아제핀을 사용해서는 안 된다. 벤조디아제핀을 사용하는 경우 환자, 보호자 및 의사는 운전하는 환자의 교통 충돌 발생률이 두 배 증가하는 것을 포함하여 모든 고령 환자의 낙상 및 고관절 골절 위험 증가에 대해 논의해야 한다.
주요 작용 메커니즘은 GABAA 수용체에서 발생한다.

### 비벤조디아제핀
비벤조디아제핀(Z-약물)은 본질적으로 "벤조디아제핀 유사"한 신경정신약물의 한 종류이다. 비벤조디아제핀의 약물동역학은 벤조디아제핀 약물과 거의 완전히 동일하므로 비슷한 이점, 부작용 및 위험을 수반한다. 그러나 비벤조디아제핀은 화학 구조가 다르거나 상이하며, 분자 수준에서는 벤조디아제핀과 관련이 없다.
예로는 조피클론 (이모반), 에스조피클론 (루네스타), 잘레플론 (소나타), 졸피뎀 (앰비엔)이 있다. 이 유형의 모든 약물 일반명이 Z로 시작하기 때문에 종종 Z-약물이라고 불린다.
비벤조디아제핀에 대한 연구는 새롭고 상충된다. 연구팀의 검토에 따르면 이 약물은 잠들기 어려워하는 사람들에게(하지만 잠이 들지 않는 것은 아님) 다음 날의 장애가 최소화되었기 때문에 사용할 것을 권장한다. 연구팀은 이 약물의 안전성이 확립되었지만, 불면증 치료에 대한 장기적인 효과에 대한 더 많은 연구를 촉구했다. 다른 증거에 따르면 비벤조디아제핀에 대한 내성은 벤조디아제핀보다 느리게 발생할 수 있다. 다른 연구팀은 벤조디아제핀에 비해 이점이 거의 없다고 보고 더 회의적이었다.

### 멜라토닌/멜라토닌 수용체 작용제
뇌의 송과선에서 생성되어 희미한 빛과 어둠 속에서 분비되는 호르몬인 멜라토닌은 다른 기능 중에서도 주행성 포유류의 수면을 촉진한다. 멜라토닌은 MT1 및 MT2 멜라토닌 수용체를 모두 활성화하여 수면에 유익한 효과를 생성하므로 경미한 불면증에 외인성으로 사용된다. 최근의 체계적인 검토에서 멜라토닌을 사용함으로써 수면 시작 및 총 수면 시간이 약간 개선되는 것으로 나타났다.
멜라토닌의 합성 구조유사체, 또는 멜라토닌 수용체 작용제도 만들어졌다. 이들 중 람멜테온과 타시멜테온은 수면 장애에 사용된다. 아고멜라틴은 이 계열의 항우울제이며, 일부 연구에서는 수면에 미치는 영향도 보고되었다.

### 항히스타민제
항히스타민제는 H1 수용체에서 작용을 억제하는 약물군이다. 이들은 히스타민에 의해 매개되는 알레르기 비염, 알레르기성 결막염, 두드러기를 포함한 알레르기 반응을 완화하는 데 임상적으로 사용된다. 독실아민과 디펜히드라민과 같은 1세대 항히스타민제는 흔히 부작용으로 진정을 유발하며, 이는 불면증 치료에 활용될 수 있다. 독실아민과 같은 일부 항히스타민제는 일부 국가에서 일반의약품으로 구매 가능하며 가끔 발생하는 불면증 완화에 사용될 수 있다. 저용량 독세핀은 불면증 치료에 대해 FDA의 승인을 받았다. 세티리진과 로라타딘과 같은 2세대 항히스타민제는 혈액뇌장벽을 통과하는 정도가 훨씬 낮아 1세대 항히스타민제보다 진정 효과가 훨씬 적다.
일반적으로 항히스타민제라는 용어는 H1 수용체에서 작용을 억제하는 화합물만을 지칭한다.
임상적으로 H1 수용체 길항제는 특정 알레르기를 치료하는 데 사용된다. 진정작용은 흔한 부작용이며, 디펜히드라민 및 독실아민과 같은 일부 H1 수용체 길항제는 불면증 치료에도 사용된다.

### 오렉신 길항제
이중 오렉신 수용체 길항제는 오렉신 수용체 [[OX1]] 및 [[OX2]]를 차단하여 오렉신 시스템의 각성 효과를 줄이고 수면을 유도하는 약물이다. 오렉신 길항제 다리도렉산트, 렘보렉산트, 수보렉산트는 연구에서 수면 시작 및 수면의 질을 개선하는 것으로 나타났다.

### 기타

#### 항우울제
일부 항우울제는 진정 효과가 있다.
예시는 다음과 같다.
세로토닌 길항제 및 재흡수 억제제
- 트라조돈[36]

삼환계 항우울제
- 아미트리프틸린[37]
- 독세핀[38]
- 트리미프라민[39]

사환계 항우울제
- 미안세린[40]
- 미르타자핀[41][42]

#### 항정신병제제
일부 약물은 불면증에 자주 처방되지만, 불면증이 항정신병제제로 치료 가능한 기저 정신 건강 상태로 인한 경우가 아니라면 사용이 권장되지 않는다. 위험이 이점보다 자주 크기 때문이다. 이 라벨 외 처방에 사용되는 저용량에서도 이상지질혈증 및 중성구 감소증과 같은 일부 더 심각한 부작용이 관찰되었다. 그리고 154개의 이중 맹검, 무작위 대조 시험을 대상으로 한 성인 불면증 약물 치료에 대한 최근의 네트워크 메타 분석에서는 쿠에티아핀이 수면의 질에 단기적인 이점을 보이지 않았음을 발견했다. 불면증에 가끔 사용되는 진정 효과가 있는 항정신병제제의 예는 다음과 같다.
1세대 항정신병제제
- 클로르프로마진

2세대 항정신병제제
- 클로자핀
- 올란자핀
- 쿠에티아핀
- 리스페리돈
- 조테핀
- 지프라시돈

#### 기타 약물
알파 작용제
- 클로니딘
- 구안파신

칸나비노이드
- 칸나비디올
- 테트라하이드로칸나비놀

가바펜티노이드
- 가바펜틴
- 프레가발린
- 페니부트

## 역사

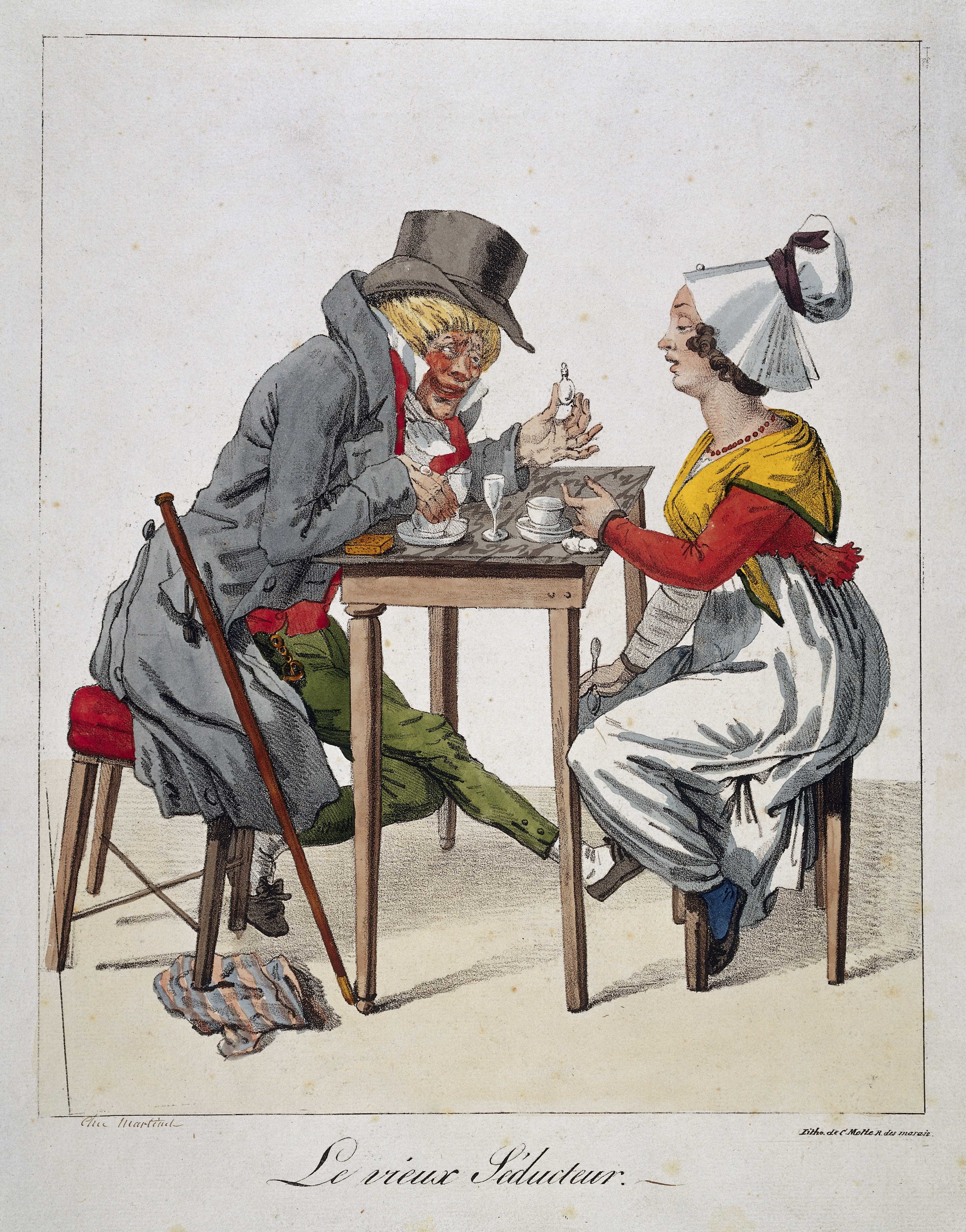
Charles Motte의 Le Vieux Seductor.
(타락한 노인이 최면제를 권하며 여자를 유혹하려 한다)

최면제는 1890년대 이후 의학에서 시험된 최면제 약물 및 물질의 한 종류였다. 여기에는 우레탄, 아세탈, 메틸알, 술포날, 파라알데하이드, 아밀렌하이드레이트, 히프논, 클로랄우레탄, 오클로랄아미드, 또는 클로랄이미드가 포함된다.
불면증 치료에 약물을 사용하는 연구는 20세기 후반 내내 발전했다. 정신과에서 불면증 치료는 1869년에 클로랄 하이드레이트가 처음으로 수면제로 사용되면서 시작되었다. 바르비투르산계 약물은 1900년대 초에 첫 번째 약물군으로 등장했으며, 그 후 화학적 치환을 통해 유도체 화합물이 개발되었다. 당시에는 독성이 적고 부작용이 적어 최고의 약물군이었지만, 과다복용 시 위험하고 신체의존 및 심리의존을 유발하는 경향이 있었다.
1970년대에는 퀴나졸리논과 벤조디아제핀이 바르비투르산계 약물을 대체할 더 안전한 대안으로 도입되었고, 1970년대 후반에는 벤조디아제핀이 더 안전한 약물로 부상했다.
벤조디아제핀도 단점이 없는 것은 아니다. 물질 의존증이 발생할 수 있으며, 특히 알코올이나 다른 중추신경억제제와 병용할 경우 과다 복용으로 사망하는 경우가 발생하기도 한다. 수면 구조를 방해하는지에 대한 의문도 제기되었다.
비벤조디아제핀은 가장 최근의 개발(1990년대~현재)이다. 이전의 바르비투르산계 약물보다 독성이 적다는 것은 분명하지만, 벤조디아제핀에 비해 비교 우위가 확립되지는 않았다. 이러한 효능은 종단 연구 없이는 판단하기 어렵다. 그러나 일부 정신과 의사들은 남용 가능성이 적으면서도 효과는 동등하다는 연구 결과를 인용하며 이러한 약물을 추천한다.
"진정-최면제"로 간주될 수 있는 다른 수면제도 존재한다. 정신과 의사는 때때로 진정 효과가 있는 약물을 오프라벨로 처방하기도 한다. 이러한 약물의 예로는 미르타자핀 (항우울제), 클로니딘 (고혈압약), 쿠에티아핀 (항정신병제제), 그리고 일반의약품 알레르기 및 항구토제 약물인 독실아민과 디펜히드라민이 있다. 오프라벨 수면제는 1차 치료가 성공적이지 않거나 안전하지 않다고 판단될 때(예: 물질사용장애 병력이 있는 환자) 특히 유용하다.

## 효과
성인 불면증 치료를 위한 약물에 대한 주요 체계적 고찰 및 메타분석이 2022년에 발표되었다. 이 연구는 불면증의 효능 측면에서 광범위한 효과 크기 (표준화 평균 차이 (SMD))를 발견했다. 평가된 약물에는 벤조디아제핀 (예: 테마제팜, 트리아졸람, 기타 다수) (SMD 0.58 ~ 0.83), Z-약물 (에스조피클론, 잘레플론, 졸피뎀, 조피클론) (SMD 0.03 ~ 0.63), 진정 항우울제 및 항히스타민제 (독세핀, 독실아민, 트라조돈, 트리미프라민) (SMD 0.30 ~ 0.55), 항정신병제제 쿠에티아핀 (SMD 0.07), 오렉신 수용체 길항제 (다리도렉산트, 렘보렉산트, 셀토렉산트, 수보렉산트) (SMD 0.23 ~ 0.44), 멜라토닌 수용체 작용제 (멜라토닌, 람멜테온) (SMD 0.00 ~ 0.13)이 포함되었다. 증거의 확실성은 약물에 따라 높음부터 매우 낮음까지 다양했다. 항히스타민제인 디펜히드라민, 히드록시진, 프로메타진과 항우울제인 아미트리프틸린 및 미르타자핀을 포함하여 최면제로 자주 사용되는 특정 약물은 불충분한 데이터로 인해 분석에 포함되지 않았다.

## 위험
노년층의 진정제 사용은 일반적으로 피해야 한다. 이러한 약물은 인지 기능 저하 및 뼈 골절을 포함하여 건강 결과 악화와 관련이 있다.
따라서 치매 공존 질환에 대한 약물 적정성 도구 (MATCH-D)로 알려진 임상 지침에 따르면 치매 환자의 경우 진정제 및 최면제는 피해야 한다. 이러한 약물의 사용은 치매 환자의 인지 기능을 더욱 저해할 수 있으며, 이들은 약물 부작용에 더 민감하다.

## 같이 보기
- 멜라토닌
- H1 수용체 대항제